# پنگ هسین-یین
 پنگ هسین-یین (انگلیسی: Peng Hsien-yin؛ زادهٔ ۲۲ دسامبر ۱۹۸۹) یک تنیس‌باز اهل تایوان است.